# Pietro Mascagni

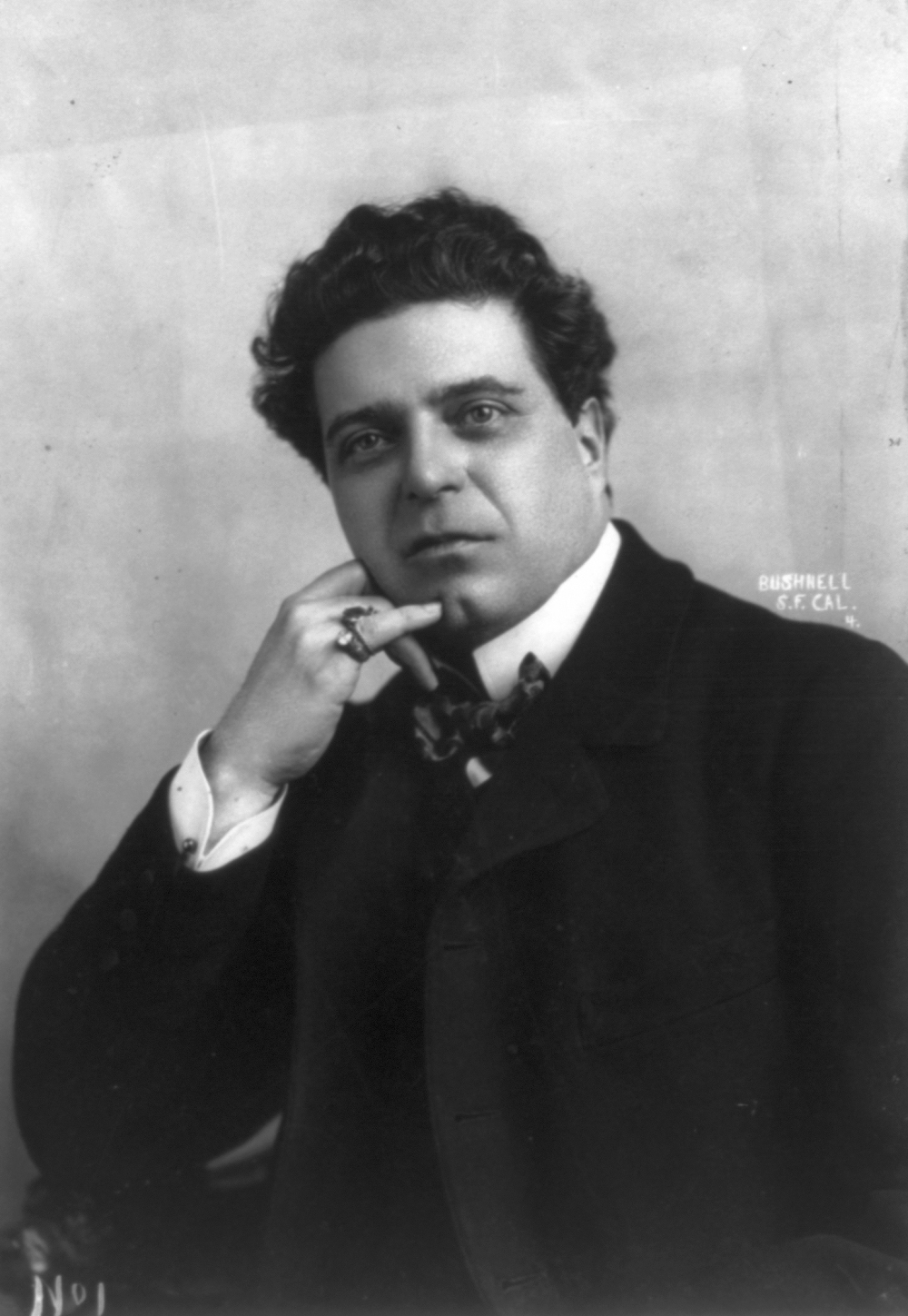
Pietro Mascagni
(1863-1945)

Pietro Mascagni (n. 7 decembrie 1863, Livorno, Regatul Italiei – d. 2 august 1945, Roma, Regatul Italiei) a fost un compozitor și dirijor italian, considerat creator al verismului.

## Date biografice
Studiile le-a făcut la Conservatorul din Milano⁠(d), sub îndrumarea lui Amilcare Ponchielli. A trebuit să-și întrerupă studiile pentru a se întreține. S-a angajat la trupa unui teatru ambulant, mergând prin toată Italia. Se stabilește în orășelul Cerignola, unde activează ca profesor la Școala de Muzică și conducător al Societății Muzicale.
Concursul organizat de Editura Muzicală Sonzogno din Milano în anul 1890 pentru compunerea unei opere într-un act, este câștigat de tânărul compozitor Mascagni, cu opera „Cavalleria rusticana”. Aceasta îi va aduce livornezului celebritatea mondială. 
Excelent dirijor, în 1935 a mai scris „Nero” în onoarea lui Mussolini, pierzându-și astfel numeroși simpatizanți.
Datorită acestei opere este considerat inițiatorul curentului verist în muzică.
După debutul strălucit cu „Cavalleria rusticana”, doar câteva titluri din creația lui Mascagni au mai supraviețuit. Amintim: „Amicul Fritz” (1891), „Ratcliff” (1894) și „Iris” (1898).
Ca și în cazul lui Leoncavallo, aceste lucrări au rămas în repertoriul cântăreților doar datorită unor fragmente, depășite net de arta lui Giacomo Puccini, contemporan cu aceștia.
A murit pe data de 2 august 1945 la Roma.

## Galerie de imagini

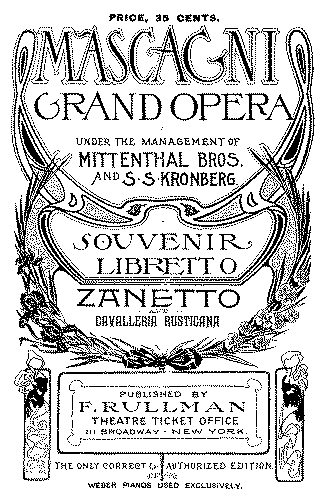
Pietro Mascagni („Cavalleria rusticana”)